# Ригх

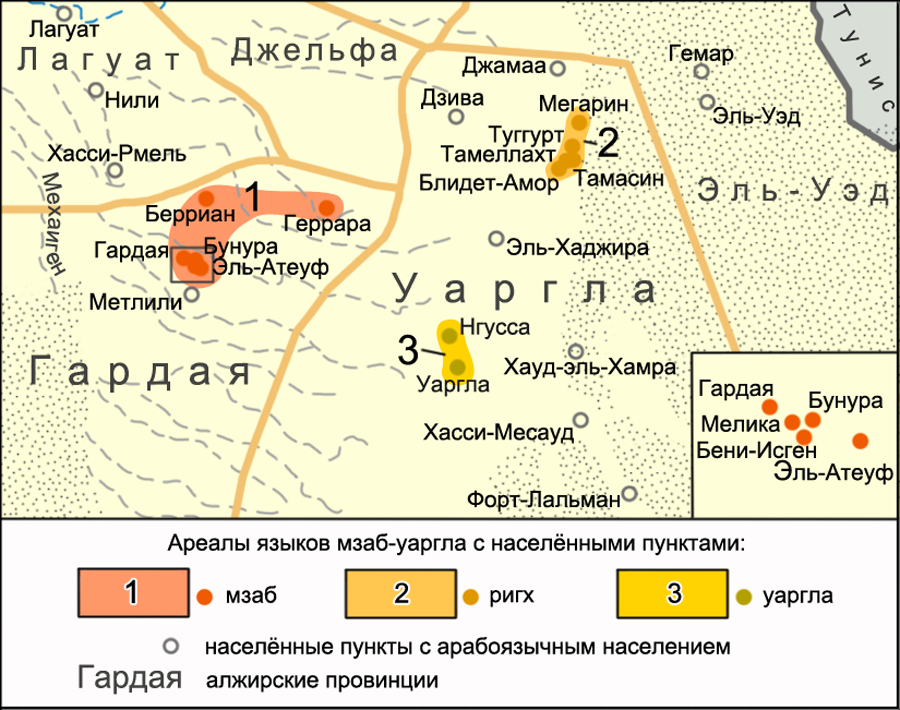
Ареал языка ригх на карте распространения языков мзаб-уаргла

Ригх (также ригха, тамазигхт тамасин, туггурт, тугурт) — язык зенетской группы северноберберской ветви берберо-ливийской семьи, распространённый в северо-восточной части Алжира (в пустыне Сахара) — в районе Уэд Ригх (Oued Righ), который охватывает округа в провинции Уаргла: Туггурт (Touggourt), Тамасин (Temacine), включая общину Блидет-Амор (Bledit Amor) и селение Тамалхат (Tamelhat), и Мегарин (Meggarin), включая селение Гхомра (Ghomra). Вместе с языками мзаб, уаргла, гурара и другими составляют подгруппу мзаб-уаргла в составе зенетской группы языков. Нередко ригх рассматривается как диалект языка уаргла. Язык ригх также известен как туггурт, или тугурт (touggourt, tougourt, tugurt) и тамасин, или тамазигхт тамасин (temacine, tamazight temacine) по названиям округов (и одноимённых оазисов) провинции Уаргла.
Число говорящих составляет около 6 тыс. чел. (1995), большинство носителей ригха также говорит на диалектах арабского языка. Во всех общинах Уэд Ригха за исключением общины Блидет-Амор берберский язык активно вытесняется арабским. Язык бесписьменный.
Ригх находится в окружении арабоязычных территорий, к северу от области распространения ригха размещается ареал языка шауйа, к юго-западу — ареал языка мзаб, к югу — ареал языка уаргла.
В классификации, представленной в справочнике языков мира Ethnologue, ригх объединяется в подгруппу мзаб-уаргла вместе с языками мзаб, уаргла и выделенными под названием тазнатит языками гурара, туат, а также диалектами южного Орана.
В классификации, опубликованной в работе С. А. Бурлак и С. А. Старостина «Сравнительно-историческое языкознание», ригх вместе с языками мзаб, уаргла и гурара выделены в оазисную подгруппу зенетских языков. Британский лингвист Роджер Бленч (Roger Blench) относит к языкам мзаб-уаргла помимо ригха (тугурта) также языки гурара, мзаб, гардая, уаргла, сегхрушен, фигиг, сенхажа и изнасын.